# Ataques al barco portacontenedores MV Maersk Hangzhou
Los ataques al Barco Portacontenedores MV Maersk Hangzhou se dieron entre los días 30 y el 31 de diciembre de 2023, cuando la Armada de los Estados Unidos participó en un enfrentamiento con las fuerzas navales de las milicias hutíes del Consejo Político Supremo en el Golfo de Adén. Los hutíes atacaron el carguero Maersk Hangzhou de la compañía A.P. Møller-Mærsk e intentaron abordarlo. Helicópteros de la Armada de Estados Unidos hundieron tres barcos de los rebeldes hutíes de Yemen que habían atacado un portacontenedores en el mar Rojo, Dos fuentes del puerto yemenita de Hodeida, controlado por los hutíes, reportaron la muerte de al menos diez combatientes en el bombardeo de las embarcaciones.

## Antecedentes
Con el inicio de la guerra en Gaza, el Consejo Político Supremo, controlado por los hutíes, declaró su apoyo a Hamás y comenzó a lanzar ataques contra los buques que transitaban por el Mar Rojo. Estos ataques provocaron que Maersk, una importante compañía naviera internacional, anunciara el 15 de diciembre que sus barcos ya no utilizarían el mar Rojo y en su lugar transitarían alrededor del Cabo de Buena Esperanza. En respuesta a los ataques hutíes, el gobierno de Estados Unidos anunció la Operación Guardián de la Prosperidad, una operación naval emprendida por la Fuerza de Tarea Combinada 153 para proteger el transporte marítimo. Con el aumento de la seguridad proporcionado por la Operación Guardián de la Prosperidad, Maersk anunció el 29 de diciembre de 2023 que sus operaciones marítimas se reanudarían en tránsito por el mar Rojo. Como incentivo para los miembros de la tripulación de los barcos que realizan tales tránsitos, Maersk anunció que sus tripulaciones que atraviesen el Mar Rojo recibirían una remuneración doble.  Uno de los primeros cargueros de Maersk en reanudar los tránsitos por el mar Rojo fue el MV Maersk Hangzhou.
Para una mayor protección, del buque Maersk Hangzhou llevaba a bordo un equipo de contratistas de seguridad privada armados mientras transitaba por el mar Rojo.  Además, el Grupo de Ataque de Portaaviones 2 de la Armada de los Estados Unidos se había desplegado en el Mar Rojo como parte de la Operación Guardián de la Prosperidad. Este grupo de ataque estaba formado por el portaaviones USS Dwight D. Eisenhower y sus destructores clase Arleigh Burke: el USS Laboon y el USS Gravely, que lo escoltaban. El USS Dwight D. Eisenhower estaba equipado con numerosos helicópteros y aviones de combate F-18. Los destructores estaban equipados con una serie de misiles, cañones de 5 pulgadas (127 mm) y armas de menor calibre. El Laboon y el Gravely también llevaban cada uno, uno y dos helicópteros Sikorsky SH-60 Seahawk respectivamente.
Por el contrario, las fuerzas hutíes que se enfrentaron a la Operación Guardián de la Prosperidad utilizaron baterías de misiles de defensa costera y aviones no tripulados de ataque suicidas para lanzar sus ataques. Si bien la mayoría de los principales activos navales que los hutíes habían capturado durante la Guerra Civil Yemení fueron destruidos cerca del comienzo de dicha guerra, las fuerzas navales hutíes tenían a su disposición una serie de naves y botes de ataque rápido armadas con cañones automáticos ligeros, ametralladoras, misiles antitanques y Misiles Antibuques.

## Ataque
Las cuatro embarcaciones hutíes atacaron hacia las 06:30 hora yemení (03:30 GMT) con armas montadas y armas ligeras y se acercaron a menos de 20 metros del portacontenedores para “intentar abordarlo”
En ese momento, la tripulación del buque emitió una llamada de socorro y un equipo de seguridad respondió al fuego, según el Centcom. Los helicópteros del cercano portaaviones USS Eisenhower y del destructor USS Gravely respondieron a la llamada de auxilio y fueron tiroteados mientras "realizaban llamadas verbales a las pequeñas embarcaciones".
Los helicópteros "devolvieron el fuego en defensa propia, hundiendo tres de las cuatro pequeñas embarcaciones y matando a sus tripulantes", declaró el Centcom. Añadió que la cuarta embarcación "huyó de la zona" y que no se habían registrado daños al personal ni al material estadounidense. Se trata del segundo ataque contra el Maersk Hangzhou en 24 horas, después de que fuera atacado con misiles antibuques el dia 30 de diciembre de 2023.

## Consecuencias
Una vez finalizada la acción, el Mando Central de los Estados Unidos  anunció que sus fuerzas no habían sufrido bajas ni daños. Los hutíes reconocieron que diez de sus miembros murieron como resultado del enfrentamiento.
El Maersk Hangzhou pudo continuar su viaje hacia el norte hasta el Puerto de Suez por sus propios medios. Sin embargo, como resultado del ataque, Maersk anunció que una vez más suspendía sus operaciones a través del Mar Rojo.